# Stari most u Zvorniku
Most kralja Aleksandra Prvog Karađorđevića ili Stari most je bio cestovni prometni most preko rijeke Drine koji spaja Zvornik i Mali Zvornik. Danas je samo pješački most i služi kao malogranični prijelaz između Bosne i Hercegovine i Republike Srbije. Kod lokalnog stanovništva poznatiji je još i pod imenom Stari most u Zvorniku. Most je dug 150 metara i širok 7,2 metra. Težina željezne konstrukcije iznosi 950 000 kg, a stajao je oko 13,5 milijuna ondašnjih dinara.

## Izgradnja
Tijekom srpnja 1919. godine kralj Aleksandar I. Karađorđević posjetio je Mali Zvornik. I već od 1922. godine srpski trgovci planirali su izgraditi most na mjestu gdje se iskrcao kralj Aleksandar. Građevinsko rješenje željeznog mosta na Drini usvojeno je četiri godine poslije, 1926. godine. Most se gradilo od iduće godine. Nakon dvije godine gradnje most je dovršen 1929. godine, čime je Drina premoštena na ovom mjestu. Most je građen sredstvima Ministarstva građevine Kraljevine Jugoslavije, ratnom reparacijom i donacijama kralja Aleksandra I. Karađorđevića. Ministarstvo trgovine nadziralo je radove. Radovima su rukovodili inženjeri Mićić iz Ljubovije i Žilov iz Rusije. Po završetku gradnje, zaprežnim vozilima dovezeno je na most 30.000 tona kamena, da bi se ispitala njegova izdržljivost. Nakon 15 dana, kada se utvrdilo da je most čvrst i stabilan, kamen je uklonjen. Svečano otvaranje i posvećenje mosta bilo je 12. siječnja 1930. godine, čemu je nazočio osobno kralj Aleksandar. Od onda je glavno zvorničko šetalište i nosi naziv Most kralja Aleksandra I. Tijekom Travanjskog rata, most je srušen.

## Obnova
Radovi na dogradnji i dovođenju mosta u sadašnje stanje započeli su najesen 1945. godine, a završeni lipnja 1946. godine. Kao radna snaga korišteni su njemački i talijanski zarobljenici i hrvatski zarobljenici s Križnog puta. Kad je most obnovljen, ponio je ime narodnog heroja Filipa Kljajića Fiće, koji je poginuo 5. srpnja 1943. godine, prilikom napada NOVJ na postrojbe Njemačke i NDH koje su držale Zvornik.
Prvotni naziv mosta vraćen je 31. ožujka 2009. godine na sjednici SO Zvornik. Most se nalazi na listi povijesnih spomenika Općine Zvornika.

## Vanjske poveznice
- Turistička organizacija Opštine Zvornik
- Blic: Mostu Aleksandar I Karađorđevića vratiti staro ime, Blic, 15. март 2009.
- Počinje obnova mosta na Drini[neaktivna poveznica], Glas Srpske, 18. јануар 2010.
- Simbol zajedništva dva grada, Инфо Зворник, 17. listopada 2010.
- Обнављају гвоздени мост на Дрини  Arhivirana inačica izvorne stranice od 22. prosinca 2017. (Wayback Machine), Пресс, 13. rujna 2010.
- Drina ih zauvek spaja, Večernje novosti, 8. kolovoza 2010.
- Gvozdenom mostu neophodna obnova  Arhivirana inačica izvorne stranice od 5. ožujka 2016. (Wayback Machine), Пресс, 5. kolovoza 2010.